# Тайна Кара-Тау
«Тайна Кара-Тау» (Другое название — Тайна чёрных гор) — советский чёрно-белый немой художественный фильм 1932 года режиссёра Александра Дубровского.
Премьера фильма состоялась 4 июля 1933 года.

## Сюжет
Советские железнодорожники в степях Казахстана обнаруживают ценное каучуконосное растение. Вскоре сюда под руководством профессора Шахрова прибывает научная экспедиция. Профессор — враг народа, настойчиво доказывает отсутствие каучуконосов в этих степях и готовит поездку за границу. В конце концов группа советских научных работников разоблачит профессора и заставит его признаться в сокрытии результатов работы.

## В ролях
- Владимир Гардин — профессор Шахров
- Николай Кутузов — Кузнецов
- М. Тулупов — Ярошевский, профессор, член Академии наук
- Хаким Давлетбеков — Хаким
- Евгения Пырялова — Женя Мальцева
- Борис Азаров — Зарецкий
- Хейхана Тастахова — молодая казашка
- Сергей Голубев — телеграфист
- Владимир Ромашков — учёный (нет в титрах)
- В. Стукаченко — работник завода (нет в титрах)
- Николай Мичурин — работник завода (нет в титрах)
- Владимир Чобур — комсомолец (нет в титрах)
- Виктор Захаров — Гурьев, аспирант (нет в титрах)

## Съёмочная группа
- Режиссёр — Александр Дубровский
- Сценаристы — Александр Дубровский, Вера Инбер , Габриэл Уреклян
- Оператор — Георгий Блюм
- Художник — Василий Комарденков